# SEMT Pielstick
SEMT Pielstick — французская компания, производящая дизельные двигатели. Расположена в парижском районе Вильпент. Предприятие принадлежит компании MAN Diesel & Turbo, подразделению немецкой компании MAN.

## История
Компания создана в 1946 году по инициативе французского правительства с целью разработки дизельных двигателей для судов, железнодорожных локомотивов и электростанций. Первым объектом для исследований стал немецкий дизельный двигатель MAN 40/46, предназначавшийся для подводных лодок.
В 1976 году компания объединена с производственным подразделением верфи Chantiers de l’Atlantique, которая в 1984 году вошла в состав концерна Alstom.
В 1987 году фирмы MAN и MTU выкупили производство дизелей у компании Alstom. Первоначальные доли акций партнёров составляли 50 %, затем в феврале 1998 года MAN выкупила часть акций, доведя свою долю до 67 %, а в декабре 2006 года приобрела оставшуюся часть акций, став единственным владельцем SEMT Pielstick. С 2010 года продукция компании представлена на рынке под маркой «MAN Diesel & Turbo».

## Название
SEMT (фр. Societe d’Etudes de Machines Thermiques) — «компания по исследованию тепловых машин»; Pielstick — фамилия первого руководителя, немецкого инженера, специалиста по судовым двигателям Густава Пилстика (Gustav Pielstick).

## Лицензиаты
Двигатели Pielstick производятся по лицензии многими компаниями и известны под различными названиями:
- Colt-Pielstick — Fairbanks-Morse
- Crossley-Pielstick — Rolls-Royce
- Doosan-Pielstick — Doosan Heavy Industries Construction Co.[англ.] (DHICO)
- Hyundai-Pielstick — Hyundai Heavy Industries
- Kirloskar-Pielstick — Kirloskar Oil Engines Ltd.[англ.]
- Lindholmen-Pielstick — Lindholmen Motor AB
- Pielstick — Shaanxi Diesel Engine Works
- Wärtsilä-Pielstick — Wärtsilä Turku Factory